# Over the Top (película de 1987)
Over the Top en Estados Unidos, El vencedor en (Hispanoamérica) o Yo, el halcón en (España) es una película estadounidense de drama y acción de 1987 protagonizada por Sylvester Stallone y David Mendenhall, el primero también escribió parte del guion. Relata la historia de un camionero que quiere reivindicarse a toda costa con su hijo, un niño mimado que es protegido constantemente por su abuelo malo.

## Sinopsis
Lincoln Hawk (Sylvester Stallone) es un camionero que trata de reconstruir su vida, haciendo las paces con su hijo (David Mendenhall), a quien dejó años atrás, no se menciona exactamente por qué lo hizo, pero se sabe que su abuelo influyó negativamente en Lincoln, haciendo que rompa con su esposa y se vaya. 
La esposa de Hawk está internada en un hospital por un problema cardíaco grave, y tiene programada una operación compleja y con pocas posibilidades de sobrevivir. Por esta razón le pide a su esposo que lleve a su hijo, de 12 años, desde su escuela militar en Colorado hasta el hospital, en California, como un intento porque estos dos se conozcan un poco en sus últimos días de vida. Christina le dice al comandante de la escuela donde estudia su hijo que deje a Michael con Lincoln. Cuando Mike termina sus clases y está por subir a la limusina de un empleado de su abuelo, que lo llevaría con su madre internada, un militar lo llama y le dice que el comandante quiere hablar con él. Junto con el comandante está su padre, Lincoln, a quién sólo conoció durante unos meses de bebé. Michael no cree que Lincoln sea su padre, hasta que este le muestra una foto de su casamiento con Christina. Mike acepta, con mucho desdeño, subir al camión con su padre. El niño hace comentarios sobre el mal aspecto del camión. 
Mientras van viajando, Mike increpa a su padre por nunca haberle escrito, a lo que este responde que él lo ha hecho todo el tiempo, que le ha escrito más de cien cartas. El niño dice sentirse mal y le pide a su padre que pare el camión, cuando este lo hace, Mike intenta escaparse. 
A lo largo del viaje, Lincoln y Mike van mejorando de a poco su relación. Hawk le enseña a hacer pulseadas a su hijo, le enseña a manejar, y hacen ejercicio juntos. El padre intenta demostrarle al hijo que la vida no es fácil, y que no tiene que cerrarse y dejar que todos hagan las cosas por él, a lo que estaba acostumbrado, por culpa de su abuelo. Jason (el suegro de Lincoln), está totalmente molesto por la decisión de su hija de dejar a Michael en manos de Lincoln, por lo que decide recuperar a su nieto mediante cualquier medio, aunque no el legal, ya que Lincoln posee la custodia de Mike, junto a Christina. Por este motivo, el millonario decide contratar a unos matones para que rapten a Michael, mientras este estaba observando una moto deportiva, y Lincoln hablaba con Christina. Al darse cuenta de lo que sucedía, el camionero comienza una persecución por la ciudad para intentar alcanzar a los secuestradores, Lincoln los termina interceptando y recupera a Mike, que queda profundamente agradecido.
La película muestra imágenes de Lincoln y Michael compartiendo tiempo juntos, riendo, disfrutando del viaje, aprendiendo el uno del otro. Todo el afecto que el niño había adquirido hacia su padre se ve afectado cuando estos llegan tarde al hospital, siendo que la madre había muerto hacía unas horas. Mike le reprocha a Lincoln el tiempo perdido por haber viajado en el camión y no haber ido en avión, como tenía planeado su abuelo. Por esta razón, Michael escapa con su abuelo, y deja a Lincoln sólo. Hawk intenta hablar con su suegro, Jason, pero los guardas de la mansión no le dejan pasar, entonces el camionero arrolla la verja e irrumpe en la propiedad del abuelo de Michael, destruyendo valiosos objetos. A pesar de los intentos de Mike por volver con Lincoln, viendo que este había dado todo por entrar y verlo, la policía lo detiene y lo arresta. 
Luego de pasar un tiempo en la cárcel, un funcionario de Jason llega y le dice que si se va del estado y firma la custodia de Mike a Jason, entonces se le quitarán los cargos; pero que si decide no hacerlo, terminará mal, ya que su suegro posee una excelente firma de abogados, y podría pasar mucho tiempo preso por allanamiento ilegal. Lincoln pide hablar con su hijo, y este dice que querría quedarse con él, pero que siente más como en su hogar con su abuelo, ya que si se va con Hawk, pasarían toda su vida viajando, como camioneros. Lincoln se va del estado abatido y decide vender su camión y apostar todo lo que tiene por él mismo en el campeonato mundial de pulseadas, que se desarrolla en Las Vegas. Mientras tanto, Michael, en su mansión, encuentra las cartas que su padre le escribía, y descubre que todo lo que él le había dicho era cierto: el abuelo había mentido todo el tiempo sobre Lincoln, él en realidad nunca había querido abandonarlo y sí se interesaba por su hijo. Mike, entonces escapa de la mansión y conduce una camioneta de su abuelo hasta el aeropuerto, donde toma un avión hacia Las Vegas. Jason lo persigue y aborda un avión privado, intentando recuperarlo.
Lincoln avanza a octavos de final en el campeonato de pulseadas, y asegura que el único premio que le importa es el camión, para poder comenzar una empresa de transportes propia. Luego de competir con un contrincante, Hawk se lesiona. Luego, Jason convoca a Lincoln a la suite donde está hospedado, pidiéndole que deje a su hijo para siempre, a cambio de quinientos mil dólares y el mejor camión del mundo del momento. Lincoln se niega, y vuelve a la competencia, donde encuentra a su hijo, luego de perder una pulseada con un contrincante. Michael le da una emotiva charla a su padre, y este reconoce que los consejos que le dio a él en realidad eran consejos para él mismo también, ya que se sentía en deuda, y su pasado lo condenaba. Lincoln gana la pelea, y Jason se da por vencido.
Finalmente, Lincoln y Michael se van juntos en el nuevo camión, a realizar su trabajo como transportistas en su nueva empresa familiar.

## Reparto
| Actor              | Personaje         |
| ------------------ | ----------------- |
| Sylvester Stallone | Lincoln Hawk      |
| Robert Loggia      | Jason Cutler      |
| Susan Blakely      | Christina Hawk    |
| Rick Zumwalt       | Bob "Bull" Hurley |
| David Mendenhall   | Michael Hawk      |
| Chris McCarty      | Tim Salanger      |

## Fecha y lugares de rodaje
Fue rodada en verano de 1986 entre el 9 de junio y agosto, en Estados Unidos en los estados de Arizona, California, Colorado, Nevada y Utah.

## Recepción
La cinta fue estrenada el 13 de febrero de 1987 y contó con un presupuesto estimado de $25 millones de dólares, pero recaudó más de $60 millones. La cinta sin embargo no fue bien recibida por la crítica. Fue ganadora de dos premios Golden Raspberry:
- "Peor Actor de Reparto" a (David Mendenhall)
- "Peor Nueva Estrella" (David Mendenhall)
- "Peor Actor" (Sylvester Stallone). nominada también en esta categoría.

La película tiene una aprobación del 27% en Rotten Tomatoes, y de un 49% por parte de la audiencia.
FilmAffinity le dio una calificación de 4,8 de 10.
De la cinta, Sylvester Stallone en retrospectiva opinó: "No fue una buena experiencia. Fue algo que no debí haber hecho. Me tomó en un momento de debilidad. Había mucho dinero de por medio. En ese entonces yo creía que podía hacer que cualquier cosa funcionara. Fue una tontería".

## Musica
A finales de 1986, el productor y director Menahem Golan eligió al prestigioso compositor y productor discográfico italiano Giorgio Moroder como supervisor musical de la banda sonora. Moroder estuvo a cargo de crear un álbum conceptual con una recopilación de nuevas canciones en diferentes géneros y diversos artistas, escribiendo él mismo la mayoría de las pistas del álbum en colaboración con Tom Whitlock.
El álbum de la banda sonora fue lanzado el 13 de febrero de 1987 bajo CBS para coincidir con el lanzamiento de la película. Contiene música de Frank Stallone, Kenny Loggins (quien interpreta el tema central de la película, "Meet Me Half Way"), Eddie Money y Sammy Hagar. John Wetton, cantante principal del grupo de rock Asia, cantó "Winner Takes It All" para la película, pero después de interpretar la canción, se sintió que su voz no era lo suficientemente "mala", por lo que se le ofreció la canción a Hagar. cuya versión, con un solo de bajo del entonces compañero de banda de Hagar, Eddie Van Halen, terminó siendo la de la banda sonora. A Asia se le atribuye la canción "Gypsy Soul", pero Wetton es el único miembro de Asia que realmente contribuyó a la canción.
La lista de canciones es:
1. "Winner Takes It All" – Sammy Hagar
2. "In This Country" – Robin Zander (international versions of the film had Eddie Money singing instead)
3. "Take It Higher" – Larry Greene
4. "All I Need Is You" – Big Trouble
5. "Bad Nite" – Frank Stallone
6. "Meet Me Half Way" – Kenny Loggins
7. "Gypsy Soul" – Asia
8. "The Fight (Instrumental)" – Giorgio Moroder
9. "Mind Over Matter" – Larry Greene
10. "I Will Be Strong" – Eddie Money

Stallone aparece en el vídeo de "Winner Takes It All", luchando contra Hagar al final del vídeo. Hagar dice en su comentario en video en el DVD The Long Road to Cabo que no estaba entusiasmado con la canción. Hagar dice que Stallone le dio su gorra negra al final del rodaje, ambos la firmaron y la gorra se donó a organizaciones benéficas, recaudándose alrededor de 10.000 dólares.